# Inglés neozelandés

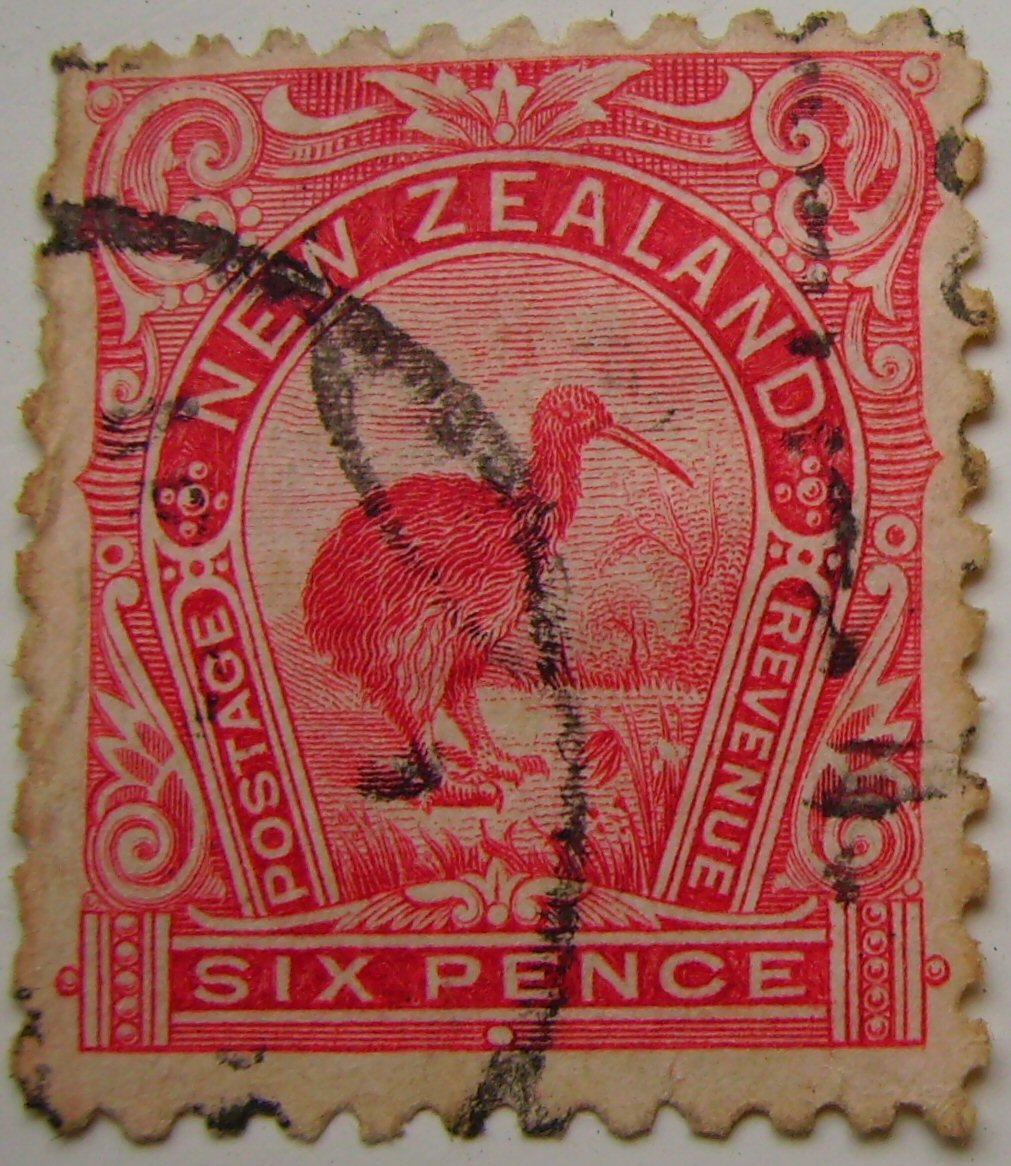
Un kiwi en un sello postal neozelandés en 1898. El ave, que es el ícono nacional de Nueva Zelanda, tomó su nombre del idioma maorí.

El inglés neozelandés (en inglés: New Zealand English; abreviación: NZE o en-NZ) es la forma de la lengua inglesa utilizada en Nueva Zelanda.
El idioma inglés se estableció en Nueva Zelanda por los colonos durante el siglo XIX. Es una de las variantes nativas del inglés más nuevas, que ha desarrollado y adquirido un carácter distintivo sólo en los últimos 150 años. Las influencias más distintivas del inglés neozelandés han llegado del inglés australiano, inglés en el sur de Inglaterra, inglés irlandés, inglés escocés, de la Pronunciación recibida, y de los maoríes. El inglés neozelandés es similar al australiano en la pronunciación, con algunas diferencias relevantes. Una de las diferencias más importantes es la realización del fonema vocálico /ɪ/: en el neozelandés, como en algunas variantes escocesas y sudafricanas, este se pronuncia como la vocal neutra /ə/.
Este tipo de inglés es hablado por la población de Nueva Zelanda, es decir, de acuerdo con el censo del año 2006, más de 3.600.000 personas.

## Historia
Una variante distinta de la lengua inglesa en Nueva Zelanda ha existido por lo menos desde 1912, cuando Frank Arthur Swinnerton lo describió como un «soplo cuidadosamente modulado», aunque su historia se remonta probablemente a antes. Desde el comienzo de la colonización británica en las islas, un nuevo dialecto comenzó a formarse mediante la adopción de palabras maoríes para describir la diferente flora y fauna de Nueva Zelanda, que no tenía nombre en inglés.
Las grabaciones de audio de la década de 1940 de neozelandeses ancianos capturaron el habla de los nacidos en la primera generación de colonos en Nueva Zelanda, lo que significa que los lingüistas pudieron oír el origen real del acento. Por ejemplo, el registro de Hannah Cross, de 97 años de edad, que nació en Nueva Zelanda en 1851 y vivió allí toda su vida, mostró que tenía un acento escocés. Incluso algunos de la segunda generación de neozelandeses no tenían un notable «acento de Nueva Zelanda», como el Sr. Ernie Bissett, que nació en Kaitangata en 1894 y vivió en Nueva Zelanda durante toda su vida. Pero las personas que crecieron en el pueblo minero de Arrowtown, donde había una mezcla de acentos, desarrollaron un reconocible acento de Nueva Zelanda, como Annie Hamilton, cuyos padres llegaron allí en 1862. Los niños que crecieron expuestos a diferentes acentos recogieron diferentes características de estos, pero en sus hijos, la segunda generación, hay una unificación hacia el «acento fundacional». Todo este proceso es típico de una lengua koiné.

## Influencia maorí
Muchas palabras cotidianas locales se han tomado de la lengua maorí, incluidas las palabras de la flora, fauna, nombres de lugares y el medio ambiente.
La influencia dominante de los maoríes en el inglés neozelandés es léxica. Una estimación de 1999 basado en el corpus escrito de Wellington y el neozelandés hablado puso la proporción de palabras de origen maorí en aproximadamente 0,6%, sobre todo en toponimia y nombres de personas.
El uso cotidiano de palabras maoríes, por lo general, se produce de forma coloquial y más prominente entre los jóvenes, los adultos jóvenes y las poblaciones maoríes. Los ejemplos incluyen palabras como kia ora ("hola"), o kai ("comida"), que casi todos los neozelandeses saben.
El maorí está siempre presente y tiene una influencia conceptual significativa en las agencias de la legislatura, el gobierno y la comunidad (por ejemplo, salud y educación), donde la legislación exige que los procedimientos y los documentos se traduzcan a los maoríes (bajo ciertas circunstancias, y cuando se solicite). La discusión política y el análisis de cuestiones de soberanía, la gestión ambiental, la salud y el bienestar social, de este modo dependen de los maoríes, al menos en parte. El maorí como lengua hablada es particularmente importante cuando se utiliza la consulta comunitaria.

### Pronunciación de topónimos maoríes
La pronunciación de muchos topónimos maoríes era adaptada al inglés en la mayor parte de los siglos XIX y XX, pero desde la década de 1980 el aumento de la conciencia de la lengua maorí ha llevado a un cambio hacia el uso de una pronunciación maorí. Las anglicizaciones han persistido más entre los residentes de las ciudades en cuestión, por lo que se ha convertido en algo así como un «santo y seña», con la pronunciación correcta de los maoríes marcando a alguien como no local.
| Lugar       | Anglicanización                | Te Reo Mãori    | IPA             |
| ----------- | ------------------------------ | --------------- | --------------- |
| Paraparaumu | para-pa- ram                   | pa-ra-pa-ra-umu | pɑ.ɾɑ.pɑ.ɾɑu.mu |
| Taumarunui  | towm-ra-noo-ey                 | tau-ma-ra-nu-i  | tɑu.mɑ.ɾɑ.nui   |
| Hawera      | ha-w'ra                        | ha-we-ra        | hɑː.we.ɾɑ       |
| Te Awamutu  | tee-awa-moot or tee-a-mootu    | te a-wa-mu-tu   | te ɑ.wɑ.mu.tu   |
| Waikouaiti  | wacker-wite or weka-what       | wai-kou-ai-ti   | wai.kou.ɑːi.ti  |
| Otorohanga  | oh-tra-hung-a or oh-tra-hong-a | o-to-ra-ha-nga  | oː.to.ɾo.hɑ.ŋɑ  |
| Te Kauwhata | tee-ka-wodda                   | te kau-fa-ta    | te kɑu.ɸɑ.tɑ    |

Algunos nombres anglicanizados son coloquialmente acortados, por ejemplo, "coke" para Kohukohu, "the Rapa" (pronunciado rapper) para el Wairarapa, "Kura" para Papakura, "Papatoe" (pronunciado Papatowie) para Papatoetoe, "Otahu" para Otahuhu, "Paraparam" o "Pram" para Paraparaumu, "the Naki" para Taranaki, "Cow-cop" para Kaukapakapa y "Pie-cock" para Paekakariki.
Existe cierta confusión entre estos acortamientos, especialmente en el sur de la Isla del Sur, y las variaciones naturales del dialecto del sur de los maoríes. No sólo este dialecto a veces disponen apócopes, pero consonantes también varían ligeramente de un estándar de los maoríes. Para empeorar las cosas, los nombres a menudo se transcribieron inicialmente por colonos escoceses; ya que tales alteraciones adicionales no son infrecuentes. Así, mientras que el lago Wakatipu se refiere a veces como "Wakatip", Oamaru como "Om-a-roo", y Waiwera Sur como "Wy-vra", estas diferencias pueden ser tanto por las diferencias dialectales - ya sea en maorí o en el inglés utilizado durante la transcripción - como por la pereza en la anglicización.

## Fonología

Monoptongos del inglés neozelandés.

Diptongos del inglés neozelandés (1).

Diptongos del inglés neozelandés (2).

Diptongos centrados del inglés neozelandés.

### Vocales
Las vocales del inglés de Nueva Zelanda son similares a la de los otros dialectos no róticos como el inglés australiano y la denominada pronunciación recibida, pero con algunas variaciones diferentes, que se indican en las transcripciones de vocales de Nueva Zelanda que se incluyen a continuación:
|         | Anterior    | Anterior       | Central                         | Central                  | Posterior  | Posterior                   |
| short   | long        | short          | long                            | short                    | long       |                             |
| ------- | ----------- | -------------- | ------------------------------- | ------------------------ | ---------- | --------------------------- |
| Cerrada | e dress (ɛ) | iː fleece (iː) |                                 | ʉː goose (uː)            | ʊ foot (ʊ) | oː thought / north (ɔː/ɔːr) |
| Media   | ɛ trap (æ)  |                | ə kit / comma / letter (ɪ/ə/ər) | ɵː nurse (ɜːr)           | ɒ lot (ɒ)  |                             |
| Abierta |             |                | ɐ strut (ʌ)                     | ɐː palm / start (ɑː/ɑːr) |            |                             |

| IPA (NZ) | IPA (clave) | Ejemplos    |
| -------- | ----------- | ----------- |
| æɪ       | eɪ          | face        |
| ɑɪ       | aɪ          | my, wise    |
| oɪ       | ɔɪ          | boy         |
| ɐʉ       | oʊ          | no, tow     |
| æʊ       | aʊ          | now         |
| iə       | ɪər         | near, here  |
| eə       | ɛər         | hair, there |
| ʉə       | ʊər         | tour        |

### Consonantes
- El inglés neozelandés es en su mayoría no rótico (con r vinculante e intrusiva), a excepción las regiones de Southland y partes de Otago, que por la influencia escocesa son semirróticas.[13][14]
- El sonido /l/ es oscuro en todas las posiciones, y es a menudo vocalizado en la coda de sílaba.[15][16] Esto varía entre diferentes regiones y entre los distintos grupos socioeconómicos; los hablantes más jóvenes y de clase social baja vocalizan /l/ la mayor parte del tiempo.[17]

## Vocabulario
Hay un buen número de palabras dialectales y frases utilizadas en el inglés neozelandés. En su mayoría son términos que son más comunes en el habla informal.
Nueva Zelanda adoptó la moneda decimal en la década de 1960 y el sistema métrico en la década de 1970. A pesar de ello, varias medidas imperiales siguen siendo ampliamente entendidas y denominadas, como pies y pulgadas en altura, libras y onzas de peso para el nacimiento de un bebé, y en términos coloquiales, como en referencia a las bebidas en pintas. La palabra "spud" para la papa, ahora común en todo el mundo de habla inglesa, se originó en Nueva Zelanda. "Smoko" es otro término, que es compartido con el inglés australiano y el de las islas Malvinas.

## Variantes
Las variaciones regionales reconocibles son leves, con la excepción de Southland, donde se escucha el Southland burr. También es común en la parte sur de la vecina Otago. Esta zona del sur era un destino tradicional de la inmigración procedente de Escocia. Varias palabras y frases comunes en inglés escocés o del escocés persisten en esta área: los ejemplos incluyen el uso de wee que significa "pequeño", y frases como to do the messages, que significa "ir de compras". Taranaki también posee un acento regional menor, posiblemente debido al alto número de inmigrantes del suroeste de Inglaterra, sin embargo, la diferencia es cada vez menos pronunciada.
Algunos maoríes tienen un acento distinto del acento general de Nueva Zelanda, con tendencia a utilizar palabras maoríes con más frecuencia. Bro'Town fue un programa de televisión que exageró los acentos maoríes, polinesios, y otros. Los lingüistas reconocen dos acentos principales de Nueva Zelanda, denotados "inglés Pākehā" e "inglés maorí"; con este último fuertemente influenciado por los patrones de sílabas temporizadas del habla maorí. El Pākehā está comenzando a adoptar ritmos similares, distinguiéndose de otros acentos ingleses con acento tónico temporizado.
En general, la entonación del inglés neozelandés es reconocida en el mundo entero por ser muy rápida al hablar.

## Diccionarios
El primer diccionario completo dedicado al inglés neozelandés fue probablemente el Heinemann New Zealand Dictionary, publicado en 1979. Editado por Harry Orsman, es un libro de 1.300 páginas, con información relacionada con el uso y la pronunciación de los términos que fueron ampliamente aceptados en todo el mundo angloparlante y lo particular a los de Nueva Zelanda. Incluye una lista de una página sobre la fecha aproximada de entrada en el lenguaje común de muchos términos que se encuentra en el habla neozelandesa, pero no en otros lugares, como por ejemplo "haka" (1827), "Boohai" (1920), y "bach" (1905).
En 1997, Oxford University Press elaboró el The Dictionary of New Zealand English, basado en más de 40 años de investigación. Esta investigación se inició en 1951 con la tesis de Orsman y continuó con su edición de este diccionario. Para facilitar y mantener esta obra, el New Zealand Dictionary Centre fue fundado en 1997. Ha publicado varios diccionarios del inglés neozelandés, culminando en The New Zealand Oxford Dictionary de 2004.